# Port lotniczy Rabat-Sala
Port lotniczy Rabat-Sala – port lotniczy położony 8 kilometrów od Rabatu, w północnym Maroku. Służy zarówno lotnictwu cywilnemu i Marokańskim Siłom Powietrznym.

## Linie lotnicze i połączenia
| Linia lotnicza   | Kierunek |
| ---------------- | --- |
| Air Arabia Maroc | 1. Agadir 2. Barcelona (od 1 maja 2024) 3. / Bazylea (od 4 maja 2024) 4. Bruksela (od 3 maja 2024) 5. Stambuł (od 2 maja 2024) 6. Paryż-Charles de Gaulle (od 1 maja 2024) |
| Air France       | 1. Paryż-Charles de Gaulle |
| EasyJet          | 1. Genewa 2. Lyon 3. Nantes 4. Nicea 5. Paryż-Charles de Gaulle |
| Royal Air Maroc  | 1. Bruksela 2. Madryt 3. Errachidia (od 1 maja 2024) 4. Marsylia 5. Paryż-Orly                                                                                             |
| Ryanair          | 1. Barcelona 2. Paryż-Beauvais 3. Bordeaux 4. Bruksela-Charleroi 5. Londyn-Stansted 6. Madryt 7. Malaga 8. Marsylia 9. Rzym-Ciampino 10. Sewilla 11. Tuluza 12. Weeze      |
| Transavia.com    | 1. Paryż-Orly 2. Montpellier (od 3 lipca 2024) |
| TUI fly Belgium  | 1. Bruksela 2. Paryż-Orly |